# Biografilm Festival
Il Biografilm Festival - International Celebration of Lives è un festival cinematografico che si tiene in giugno a Bologna, dedicato alle biografie (in gergo cinematografico le cosiddette biopic), promosso dall'associazione Fanatic About Festivals.
Nato nel 2005, il festival si tiene nelle sedi della Cineteca di Bologna, presso la Manifattura delle Arti. Fondato dal giornalista e produttore cinematografico Andrea Romeo, che fin dagli esordi ne ha curato la direzione artistica, dal 2022 quest'ultimo incarico è passato a Chiara Liberti e Massimo Benvegnù; la direzione organizzativa è affidata a Emanuela Ceddia. I premi principali riservati alla giuria sono il premio al miglior film e il Best Life Award, ovvero al miglior racconto biografico.

## Storia
Il festival, la cui prima edizione è del 2005, è l'unico evento mondiale interamente dedicato alle biografie e ai racconti di vita. Un concorso, sezioni tematiche, anteprime italiane ed internazionali, focus, conferenze, mostre, incontri e retrospettive dedicate a personaggi indimenticabili che, con il loro personale contributo, hanno trasformato il nostro mondo.
Nel 2010, il festival cambiò completamente; insieme alla sezione delle selezioni ufficiali, furono create due nuove sezioni: quella delle grandi anteprime (il Biografilm), e dei film italiani (il Biografilm Italia). Queste tre sezioni sono votate dal pubblico, composto da circa trentamila persone.

## Edizioni del Festival
| Edizione | Dal - Al     | Anno |
| -------- | ------------ | ---- |
| 1ª       | 1-5 giugno   | 2005 |
| 2ª       | 7-11 giugno  | 2006 |
| 3ª       | 6-10 giugno  | 2007 |
| 4ª       | 11-15 giugno | 2008 |
| 5ª       | 10-15 giugno | 2009 |
| 6ª       | 10-14 giugno | 2010 |
| 7ª       | 10-20 giugno | 2011 |
| 8ª       | 10-18 giugno | 2012 |
| 9ª       | 7-17 giugno  | 2013 |
| 10ª      | 6-16 giugno  | 2014 |
| 11ª      | 5-15 giugno  | 2015 |
| 12ª      | 10-20 giugno | 2016 |
| 13ª      | 9-19 giugno  | 2017 |
| 14ª      | 1-24 giugno  | 2018 |
| 15ª      | 7-17 giugno  | 2019 |
| 16ª      | 5-15 giugno  | 2020 |
| 17ª      | 4-14 giugno  | 2021 |
| 18ª      | 10-20 giugno | 2022 |
| 19ª      | 9-19 giugno  | 2023 |
| 20ª      | 7-17 giugno  | 2024 |
| 21ª      | 6-16 giugno  | 2025 |

### Edizione 2005
I focus
- Douglas Adams: La vita e l'universo di Douglas Adams

Oltre all'anteprima italiana del film Guida galattica per autostoppisti di Garth Jennings, ispirato al libro-culto dell'autore, è stato presentato il film Life, The Universe, and Douglas Adams, documentario di Rick Mueller dedicato allo scrittore inglese. La giornata inaugurale della prima edizione di Biografilm si è completata con l'incontro con Giuseppe Lippi, curatore della collana Urania, e Laura Serra, traduttrice italiana del libro Guida galattica per gli autostoppisti. Infine un party nel Biografilm Village, in collaborazione con il Dipartimento di Astronomia dell'Università di Bologna e con l'Osservatorio di Bologna (INAF - Istituto Nazionale di Astrofisica).
- Enrico Mattei: L'energia e le grandi visioni

Nel secondo giorno del festival si è celebrata la vita di una grande personalità italiana. Di Enrico Mattei il focus ha voluto raccontare la storia umana, il suo particolare e personalissimo approccio al lavoro e all'industria, la Resistenza negli anni giovanili e il suo ruolo cardine nel progetto di sviluppo dell'Italia post-bellica, fino alla costruzione dell'Eni e le ambiziose e possibili prospettive per un'Italia moderna e competitiva.
- Tina Merlin: donna, partigiana, giornalista: le battaglie di Tina Merlin

Tina Merlin è stata donna, partigiana e giornalista, sempre pronta a combattere per le sue idee. Biografilm ha tracciato nella terza giornata del Festival un percorso a lei dedicato scavando tra le pagine dei libri dell'intellettuale bellunese, nello spettacolo teatrale A perdifiato di e con Patricia Zanco, attraverso le interviste televisive sulla vicenda del disastro del Vajont ed i racconti di quanti l'hanno conosciuta.
- Giorgio La Pira: Sindaco della pace

Dall'impegno nell'Assemblea Costituente all'avventura politica come sindaco di Firenze tra il 1951 e il 1965, la figura di Giorgio La Pira, chiamato il sindaco santo, profeta della pace, offre pagine importanti sulla figura di un uomo che ha forse creato uno dei molti moderni concetti di città sia dal punto di vista sociale che da quello economico, pensandole come luogo di aggregazione e di costruzione del futuro. Per completare il percorso sulla sua vita, il Festival ha organizzato anche una mostra in collaborazione con la Fondazione La Pira di Firenze.
- Guglielmo Marconi: Cambiare il mondo a vent'anni: il giovane Guglielmo Marconi

Questo focus ha segnato l'inizio di una collaborazione tra il Biografilm Festival e la Fondazione Guglielmo Marconi tesa a valorizzare la figura di un bolognese.
Le grandi anteprime
Sin dalla prima edizione, il Biografilm Festival ha voluto presentare al suo pubblico dei grandi film in anteprima che raccontassero le vite di uomini e donne più o meno famosi, ma comunque importanti. L'edizione 2005 è stata caratterizzata dai seguenti titoli:
- Guida galattica per autostoppisti
- Coach Carter
- Tu chiamami Peter
- Salvador Allende

La selezione ufficiale
- The devil and Daniel Johnston (USA/2005/109') di Jeff Feuerzeig

Il film narra la storia di Daniel Johnston, cresciuto in una famiglia di fondamentalisti cristiani, ha sofferto di depressione e schizofrenia sin dall'infanzia, problemi mentali che hanno trovato espressione nella sua musica, che è diventata la sua terapia. Tra rari materiali d'archivio, interviste e la sua musica si ricostruisce la vita di un genio perseguitato dai suoi demoni.
- The president's barber (Hyojadong Ibalsa, Corea del Sud/2004/116') di Chan-sang Lim

La storia della Corea vista attraverso gli occhi di un barbiere. Un affresco di un paese pieno di contraddizioni.
Anteprima Italiana
- Beautiful Boxer (Thailandia/2003/118') di Ekachai Uekrongtham

La vera storia di Parinya Charoenphol che con il suo costume di combattere sul ring truccato come una ragazza, sconvolse l'ambiente della Thai boxe.
- Tupperware! (USA/2004/63') di Laurie Kahn-Leavitt - Anteprima italiana

La storia di Earl Silas Tupper e Brownie Wise, l'imprenditrice autodidatta che negli anni 1950 fondò un impero economico su un barattolo di plastica con l'aiuto delle "Tupperware Ladies". Tra Tupperware Home Parties, pubblicità dell'epoca e memorie delle migliori venditrici del contenitore in policarbonato trasparente.
- Jandek on corwood (USA/2003/89') di Chad Freidrichs - Anteprima Italiana

Il mistero musicale Jandek. 34 album in 25 anni senza mai una sola apparizione in pubblico o esibizione live, tutti elementi che non hanno fatto altro che creare una leggenda oltre che una ridda di ipotesi tra ammiratori e giornalisti.
- The fall of Fujimori (USA/2005/83') di Ellen Perry - Anteprima Italiana

La caduta di Alberto Fujimori, un dittatore moderno che per la prima volta si presta di fronte all'occhio di una telecamera per raccontare la sua parabola.
- Imelda (USA/2003/103') di Ramona Diaz - Anteprima Italiana

Imelda Marcos, first lady filippina e compratrice compulsiva di scarpe e biancheria intima costosissima, mentre il suo popolo soffriva la fame e veniva vessato dalla dittatura del marito.
- Putin's mama (Poetin's mama, Paesi Bassi/2003/51') di Ineke Smits - Anteprima Italiana

Vera, settantasettenne georgiana madre di Vladimir Putin, Presidente della Russia. Lei credeva di avere perso le tracce del figlio, fino al 1989, anno in cui si sono ritrovati.
- Battaglia (Gran Bretagna/2004/58') di Daniela Zanzotto - Anteprima Italiana

Letizia Battaglia, fotoreporter siciliana che racconta come "la mafia si combatte anche con la cultura".
- Danilo Dolci, memoria e utopia (Italia/2004/60') di Alberto Castiglione

In vent'anni Danilo Dolci è stato candidato per tre volte candidato al Premio Nobel per la Pace. Un uomo straordinario e attualissimo, il "Gandhi" siciliano.

### Edizione 2006
L'edizione 2006 si è svolta dal 7 all'11 giugno e ha presentato focus su Walt Disney, Enzo Ferrari, Zheng He, Marc Bloch, Chet Baker,
Biografilm Festival ha presentato grandi anteprime come American Dreamz di Paul Weitz, Citadel di Atom Egoyan e Grizzly Man di Werner Herzog, Alice di Marco Martins, KZ di Rex Bloomstein.
Tra gli ospiti del festival Moira Orfei, Etienne Bloch, Piero Ferrari e il musicista Tom Kirkpatrick.

### Edizione 2007
L'edizione 2007 si è svolta dal 6 al 10 giugno e ha presentato focus su Thomas Alva Edison, Giovanni Battista Belzoni, Fela Kuti, John Belushi, Danilo Dolci.
Dont Look Back. Omaggio a D. A. Pennebaker e Chris Hegedus
Una panoramica ampia e rappresentativa della produzione dei documentaristi D.A. Pennebaker e Chris Hegedus. Protagonista assoluta la musica.
Omaggio a Gianni Minà
Un tributo all'infaticabile e appassionata opera di Gianni Minà come giornalista e biografo.
Omaggio a Amalie R. Rothschild
Lo sguardo di una fotografa e cineasta che, tra il 1968 e il 1974, ha immortalato una generazione che voleva cambiare il mondo.
Le grandi anteprime
- U.S.A. contro John Lennon di David leaf e John Scheinfeld
- Stephen Tobolowsky's Birthday Party di Robert Brinkmann
- Reign Over Me di Mike Binder
- Leonard Cohen. I'm Your Man di Lian Lunson
- Anita O'Day – The Life of a Jazz Singer di Robbie Cavolina e Ian McCrudden

### Edizione 2008
L'edizione 2008 si è svolta dall'11 al 15 giugno e ha presentato focus su Jean Seberg, Hunter S. Thompson, Andy Warhol, Monty Python e Syd Barrett.
La selezione ufficiale ha visto in concorso Shot in the Dark, Glass: A Portrait of Philip in Twelve Parts, Children of the Sun, Hear and Now, Pancho Villa, la revolución no ha terminado, Audience of One, Shake the Devil Off, Les Lip, l'imagination au pouvoir, Lucio, Joy Division.
Fuori concorso sono stati presentati Il secolo lungo, Finding Kraftland, Lo sguardo ritrovato, An Independent Mind, Hats Off.
Biografilm Festival ha presentato Freedom from Fear di Milena Kaneva e Fallen Champ: The Untold Story of Mike Tyson di Barbara Kopple, una retrospettiva completa dedicata a Charlie Kaufmann
Pop Lives! Warhol
- Andy Warhol
- Pie in The Sky: The Brigid Berlin Story
- Award Presentation to Andy Warhol
- Superstar in a Housedress: The Life and Legend of Jackie Curtis
- Andy Warhol: a Documentary Film
- Where Did our Love Go?
- Ciao! Manhattan
- Factory, October 14-25, 1965
- A Walk into the Sea: Danny Williams and the Warhol Factory

Omaggio a Peter Whitehead
- Tonite Let's All Make Love in London
- Rare Rolling Stones on Tour
- Wholly Communion
- The Benefit of the Doubt
- The Beach Boys in London
- The Perception of Life
- The Fall
- Led Zeppelin: Live at the Royal Albert Hall
- Rock and Pop Films
- Pink Floyd London '66-'67
- Daddy
- In the Beginning Was the File: Conversations with Peter Whitehead

Omaggio a Edo Bertoglio
- Downtown '81
- Face Addict

### Edizione 2009
L'edizione 2009 si è tenuta sempre a Bologna dal 10 al 15 giugno. Ha presentato focus su i fratelli Warner, Galileo Galilei, Klaus Kinski, Groucho Marx, Andrea Pazienza, e un omaggio al mitico Festival di Woodstock '69 nel suo quarantennale e una retrospettive dedicata al regista Julien Temple. La giuria era composta da Michela Gallio, Roberta Ronconi, Spiros Stathoulopoulos e Stan Warnow. La selezione ufficiale ha visto in concorso: Run for Your Life, The English Surgeon, Forgetting Dad, Protagonist, Citizen Havel, Unmistaken Child, In Search of Memory, In a Dream, Persona non grata e Garbage Warrior. Fuori concorso sono stati presentati A President to Remember: In the Company of John F. Kennedy e Deconstructing Dad: The Music, Machines and Mystery of Raymond Scott.
Back to Woodstock
- Taking Woodstock
- Woodstock: 3 Days of Peace and Music. The Director’s Cut
- My Generation, regia di Barbara Kopple e Thomas Haneke[3]
- Jimi Hendrix: Live at Woodstock

Omaggio a Julien Temple
- Glastonbury
- The Great Rock 'n' Roll Swindle
- The Liberty of Norton Folgate
- The Eternity Man
- Oil City Confidential (work in progress)
- The Filth and The Fury
- Absolute Beginners
- Joe Strummer: The Future Is Unwritten
- There'll Always Be an England

### Edizione 2010
L'edizione 2010 si è svolta dal 9 giugno al 14 giugno, Protagonisti dell'edizione 2010 sono stati gli anni sessanta: dall'arrivo della televisione nelle case degli italiani alle storiche olimpiadi di Roma del 1960 passando per la Hollywood sul Tevere e le leggendarie notti beat del Piper. Ha presentato focus su Alberto Manzi, John Lennon, Armando Testa, Angela e Luciana Giussani, Peter Sellers e Fabrizio De André. La selezione ufficiale ha visto in concorso: Space Tourists, The Rainbow Warriors of Waiheke Island, Guest of Cindy Sherman, Sins of My Father, The Time of Their Lives, Marilyn, dernières séances, Genius Within: The Inner Life of Glenn Gould, El ambulante, Big River Man, American Radical: The Trials of Norman Finkelstein, The Rainbow Warriors of Waiheke Island e Big River Man. Nella sezione Biografilm erano in gara i seguenti film: L'épine dans le coeur, My Son, My Son, What Have Ye Done, Art & Copy, The Cove, Armando Testa - Povero ma moderno, Mr. Nobody, Casino Jack and the United States of Money, Kings of Pastry, Séraphine. Nella sezione Biografilm Italia i film in gara erano: Isola delle Rose - La libertà fa paura, Negli occhi, La promessa, L'abito e il volto, incontro con Piero Tosi, Folder, L’uomo dalla bocca storta. Fuori concorso solamente un film, Coming Back for More.
Italia 60
- Urlatori alla sbarra
- Il sorpasso
- La grande Olimpiade
- Risate di gioia

Biografilm Stories
- How to Eat Your Watermelon in White Company (and Enjoy It)
- The Cats of Mirikitani
- Una voce nel vento / Nella terra del Caos
- In a Dream

Omaggio a John Scheinfeld
- The U.S. Vs. John Lennon
- Who's Harry Nilsson (work in progress) / The Legendary Bing Crosby
- The Unknown Peter Sellers / Incontro con Michael Palin
- The Unknown Marx Brothers

### Edizione 2011
L'edizione 2011 si è svolta dal 10 al 20 giugno, per 10 giorni. Gli anni ottanta, che hanno segnato in modo indelebile più di una generazione, sono stati il fulcro tematico dell'edizione. Non a caso, gli argomenti basilari affrontati sono stati l'inizio della rivoluzione digitale, la rinascita della coscienza ecologica e l'inizio della globalizzazione nella postmodernità. Ha presentato focus su Elsa Schiaparelli, Emilio Salgari, Ernest Hemingway, Marshall McLuhan e Freddie Mercury

### Edizione 2012
L'edizione 2012 si è svolta sempre a Bologna dall'8 al 18 giugno, per 11 giorni. Oltre al Biografilm Village (Cinema Lumiere) e al Bio Parco (Parco del Cavaticcio), quest'anno il festival ha occupato anche la Biografilm Street (Via Mascarella). Il tema principale è stato The Days After, ovvero tutte le volte che il mondo è finito.
Ha presentato focus su Mario Mieli, John Cage, Adriano Olivetti, Ken Kesey e Kurt Cobain. La giuria era composta da Leonard Maltin, Paul Zaentz, John Scheinfeld, Marcello Paolillo e Mike Freedman. La selezione ufficiale ha visto in concorso: HOPPER: In His Own Words, Jason Becker: Not Dead Yet, Joschka and Sir Fischer, Le Faute à mon Père, Luciana Astellina, Comunista, Love and Politics, Ricky on Leacock, Sea of Butterfly, The Education of Auma Obama e The Search for Michael Rockefeller. Fuori concorso sono stati presentati El Jardín Imaginario, Jiro Dreams of Sushi e Yemen's Reluctant Revolutionary.
Le altre sezioni del festival sono state Contemporary Lives, Together, The Last Day e The Days After, nonché sezioni su Ron Mann, Andrea Segre, Werner Herzog e Rainer Werner Fassbinder.
L'ottava edizione ha visto inoltre l'introduzione dei Secret Screenings, cinque proiezioni di film "a sorpresa".
In tutto sono state proiettate 123 pellicole, di cui 121 in anteprima italiana.

### Edizione 2013
L'edizione 2013 si è tenuta dal 7 al 17 giugno. Come nell'edizione precedente, sono stati confermati il Biografilm Village (Cinema Lumiere) e il Bio Parco (Parco del Cavaticcio), e la Biografilm Street (Via Mascarella); è sorto poi un nuovo luogo, il Biografilm District a Pieve di Cento. Il tema di quest'anno è stato Look F.
Il cortometraggio GIORNI DI MIRACOLI E DI MERAVIGLIE, girato da Wilma Massucco dal dietro le quinte del Biografilm Festival 2013, raccoglie testimonianze (italiane e straniere) di registi, attori, giornalisti, gente comune.

### Edizione 2014
L'edizione 2014 si è tenuta dal 6 al 16 giugno. Come nell'edizione precedente, sono stati confermati il Biografilm Village (Cinema Lumiere) il Bio Parco (Parco del Cavaticcio), e il Biografilm District a Pieve di Cento. Il tema di quest'anno è stato What's Culture?. Che cos'è la Cultura? Come la creiamo e come la esprimiamo? Il Festival ha tentato di rispondere a queste domande tramite una selezione di documentari che da un lato esplorano i temi e le idee e le testimonianze dei grandi personaggi del mondo della Cultura, dall'altro raccontano la Cultura attraverso quelli che sono i suoi luoghi e le sue “cattedrali”.

Per la sua decima edizione, Biografilm Festival ha inoltre offerto uno spazio maggiore al cinema di fiction, dedicando al genere biopic la neonata sezione Biografilm Europa, che ha presentato i migliori film a tema biografico prodotti dai 28 paesi dell'Unione Europea raccontando attraverso l'importanza strategica della produzione biografica.

Importante novità è stata la nascita di Bio To B, tre giorni di networking dedicati alla promozione di documentari biografici e biopic, dal 12 al 14 giugno. Il progetto è stato realizzato con la collaborazione di D.E-R (Documentaristi Emilia-Romagna) e con il supporto della Regione Emilia-Romagna.

Numerosi i grandi autori e maestri del mondo del cinema omaggiati in questa decima edizione con retrospettive dedicate: Lenny Abrahamson, Sebastian Lelio, Nicolas Philibert, ZimmerFrei, Daniele Incalcaterra, Corso Salani, Chris Hegedus e Donn Alan Pennebaker, Giovanni Piperno e Agostino Ferrente. Tra gli altri ospiti di spicco di questa edizione: Ulay, Niccolò Ammaniti, Danny Bramson e due attiviste del gruppo Femen insieme alla regista del documentario a loro dedicato Kitty Green.

### Edizione 2015
L'edizione 2015 si è tenuta dal 5 al 15 giugno. Il tema di quest'anno è stato quello delle vite connesse, o la vita nell'epoca della sua riproducibilità digitale, dalla fine della privacy al sapere collettivo. Il Festival si è interrogato sulle difficoltà e le contraddizioni del racconto biografico nell'era del web e quindi sulla capacità del narratore contemporaneo di scegliere cosa rappresentare. Numerosi i film in linea con il tema dell'edizione, dal documentario Premio Oscar CITIZEN FOUR alle confessioni dei tre ex impiegati federali in Silenced, ma anche il caso della blogger siriana Amina in The Amina Profile, o l'attivismo satirico di The Yes Men Are Revolting. Sul mutamento nella struttura della conoscenza si interrogano Noam Chomsky in Is The Man Who Happy? di Michel Gondry, il collettivo artistico ZimmerFrei in Almost Nothing. Cern: Experimental City,o il documentario di Michael Madsen The Visit e la sua messa in scena delle implicazioni di un ipotetico primo contatto tra l'uomo e gli alieni.
È continuata inoltre la proposta riservata al cinema di fiction con film come Lo straordinario viaggio di T.S. Spivet del francese Jean-Pierre Jeunet e il belga Dio esiste e vive a Bruxelles di Jaco Van Dormael. 

L'undicesima edizione del Biografilm ha dato il via alla realizzazione delle masterclass della Biografilm School, il progetto di formazione dedicato ai giovani e realizzato con il sostegno della Fondazione del Monte, oltre alla conferma delle proposte di concerti dal vivo, incontri e offerte gastronomiche del Bio Parco e del Food District. Confermata anche la presenza del Bio to B nata l'anno precedente. 

Attraverso retrospettive omaggio, sono state celebrate nel corso della manifestazione le vite e le carriere della produttrice Signe Byrge Sørensen, del Direttore della Fotografia Mario Carbone e dei registi Albert Maysles, Patricio Guzmàn, Antonella De Lillo, Roberto Minvervini, Matteo Garrone, Michael Madsen e Frederick Wiseman.

### Edizione 2016
L'edizione 2016 si è tenuta dal 10 al 20 giugno. Il tema di quest'anno, The Brand New World, ha continuato idealmente la narrazione iniziata nell'edizione precedente. Il festival celebra e racconta la civiltà digitale, un laboratorio dedicato alla rivoluzione informatica e agli strumenti culturali e sociali cui dotarsi al più presto per viverla al meglio. A questo scopo la proposta della dodicesima edizione del Biografilm, da Io, Daniel Blake di Ken Loach a  Lo and Behold di Werner Herzog. Rientrano nella categoria anche i film A good American, il racconto di una vita avvincente di uno dei protagonisti dello scandalo Snowden e quindi del film CITIZENFOUR, e Zero Days di Alex Gibney. L'interconnessione e l'istantaneità della nuova era apre poi le porte a opere quasi tutte native digitali, che raccontano storie di persone da tutto il mondo, come nel caso del film di Silvio Soldini Il fiume ha sempre ragione. 
 
Tra i progetti rinnovati tornano Bio to B e le  masterclass di Biografilm School. Celebrate nel corso della manifestazione le vite e le carriere di numerose personalità, tra le quali spiccano il distributore cinematografico Valerio De Paolis, il regista di Dio esiste e vive a Bruxelles Jaco Van Dormael e l'attore Gael García Bernal, giovane Che Guevara ne I diari della motocicletta di Walter Salles, protagonista de La mala educación di Pedro Almodóvar e dal 2014 della serie televisiva di Amazon Studios Mozart in the Jungle.

### Edizione 2017
L'edizione 2017 si è tenuta dal 9 al 19 giugno. Il tema di quest'anno è stato il territorio, la città di Bologna e la regione Emilia-Romagna che in tredici anni hanno contribuito a fare del Biografilm un Festival urbano, aperto e multidisciplinare, in diretto rapporto coi cittadini, le istituzioni, le associazioni, le diverse realtà culturali della città, dalla Cineteca di Bologna al MAMbo, ai soggetti produttivi ed economici, dal Gruppo Hera, a Coop Alleanza 3.0 a FICO. Attraverso le collaborazioni con Sky Cinema, Sky Arte HD e da quest'anno con Rai Radio 2, il progetto culturale Biografilm e l'immagine della città e del territorio che lo esprimono, puntano a raggiungere un auditorio nazionale. Ne consegue una rinnovata attenzione ai canali social, al coinvolgimento degli Influencer sul web e alla condivisione dei momenti salienti del Festival grazie alla piattaforma streaming Biografilm TV. A tema, dunque, l'omaggio dedicato ai filmmaker bolognesi di fama internazionale Michele Mellara e Alessandro Rossi (regista). Per il cinema italiano, oltre ai film della categoria Biografilm Italia, viene proposta una retrospettiva dedicata alla carriera di Sabina Guzzanti. 

La tredicesima edizione di Biografilm ha inoltre omaggiato il Telluride Film Festival, proponendo una retrospettiva del direttore Angus Macqueen e la selezione di quattro titoli, quali il vincitore ai Premi Oscar 2017 Moonlight di Barry Jenkins, Ida di Paweł Aleksander Pawlikowski, Into the Inferno di Werner Herzog e L'atto di uccidere di Joshua Oppenheimer. 

Al fine di portare avanti la riflessione sulla civiltà digitale cominciato due anni prima, Biografilm ha dedicato uno spazio di riflessione ai millennials, i nativi digitali che fin dalla prima infanzia hanno avuto tra le mani tecnologie informatiche. La rassegna, intitolata Rivoluzione digitale³: The Millennials, è composta dai film #Uploading_Holocaust, Children Online e Tokyo Idols. 

Sono state inoltre celebrate nel corso della manifestazione le vite e le carriere del regista Peter Greenaway dell'attrice e scrittrice Piera Degli Esposti, dell'attrice Claudia Cardinale, dell'attore Raffaele Pisu e della giornalista e attivista Gloria Steinem.

## Premi
I premi della giuria di Biografilm Italia
- Biografilm Italia Award - in collaborazione con Tassoni

I premi della giuria internazionale
- Best film Unipol Award | Biografilm Festival
- Life Tales Award | Biografilm Festival
- Richard Leacock Award | Biografilm Festival alla migliore opera prima

I premi del pubblico
- Audience Award | Biografilm Festival
- Audience Award | Biografilm Contemporary Lives
- Biografilm Europa Audience Award #inspiredby Lufthansa
- Audience Award | Biografilm Italia

I premi del Guerrilla Staff
- Guerrilla Staff Award
- Miglior Ospite Biografilm

## Vincitori

### Edizione 2005
- Romeo Award: The Fall of Fujimori di Ellen Perry
- Audience Award: Battaglia di Daniela Zanzotto

### Edizione 2006
- Lancia Award: How to Eat Your Watermelon in White Company (And Enjoy It!) di Joe Angio
- Audience Award: How to Eat Your Watermelon in White Company (And Enjoy It!) di Joe Angio
- Home Movies Award: Josh's Trees di Peter Entell
  - Menzione speciale: Una voce nel vento di Alberto Castiglione

### Edizione 2007
- Lancia Award: Tovarisch, I Am Not Dead di Stuart Urban
- Audience Award: The Cats of Mirikitani di Linda Hattendorf
- Home Movies Award: The End of the Neubacher Project di Marcus J. Carney
  - Menzione speciale: Nana, Mom and Me di Amalie R. Rothschild

### Edizione 2008
- Lancia Celebration of Lives: Paul Collins
- Lancia Award: Lucio (film) di Aitor Arregi e José Mari Goenaga
- Best Life Award: Hear and Now di Irene Taylor Brodsky
  - Menzione speciale: Shot in the Dark (film) di Adrian Grenier
- Audience Award: Gonzo: The life and work of Dr. Hunter S. Thompson di Alex Gibney
- Home Movies Award: A Walk Into the Sea: Danny Williams and the Warhol Factory di Esther B. Robinson
- Human Rights Award: An Independent Mind di Rex Bloomstein

### Edizione 2009
- Lancia Award: In a dream di Jeremiah Zagar
- Best Life Award: Persona non grata di Fabio Wuytack
  - Menzione speciale: In search of Memory di Petra Seeger
- Premio speciale Biografilm Festival - International Celebration of Lives: Protagonist di Jessica Yu
- Audience Award: Garbage Warrior di Oliver Hodge
- Lancia Celebration of Lives: Elliot Tiber

### Edizione 2010
- Audience Award | Biografilm Official Selection: Coming back for more di Willem Alkema
- Audience Award | Biografilm 2010: Mr. Nobody di Jaco Van Dormael
- Audience Award | Biografilm Italia: L'abito e il volto, incontro con Piero Tosi di Francesco Costabile
- Lancia Award: Big River Man di John Maringouin
- Best Life Award: El ambulante di Adriana Nidia Yurcovich, Eduardo de la Serna e Lucas Marcheggiano

### Edizione 2011
- Audience Award | Biografilm Official Selection: Ingrid Betancourt, 6 Years in the Jungle di Angus Macqueen
- Audience Award | Biografilm 2011: 12th & Delaware di Rachel Grady e Heidi Ewing
- Audience Award | Biografilm Italia: Sono stato Dio in Bosnia di Erion Kadilli
- Lancia Award: American: The Bill Hicks Story di Paul Thomas e Matt Halrock
  - Menzione speciale: The Parking Lot Movie di Meghan Eckman
- Best Life Award: Marwencol di Jeff Malmberg
- Lancia Celebration of Lives: Diane Disney Miller

### Edizione 2012
- Audience Award | Biografilm Official Selection: Love and Politics di Azad Yafarian e Luciana Castellina, Comunista di Daniele Segre
- Audience Award | Biografilm 2012: Marley di Kevin Macdonald
- Lancia Award: Jason Becker: Not Dead Yet di Jesse Vile
  - Menzione speciale: La Faute à mon Père di Chloe Barreau
- Best Life Award: Joschka and Sir Fischer di Pepe Danquart
- Lancia Celebration of Lives: Marina Abramovic, Saul Zaentz, Paul Zaentz, Chiara Vigo
- Together Award 2012 (in collaborazione con Legacoop Bologna): The Island President di Jon Shenk
- Feltrinelli Real Cinema Award: Waste Land di Lucy Walker.

### Edizione 2013
- Unipol Award | Biografilm Festival Italia: Zero a Zero di Paolo Geremei
- Lancia Award: The Act Of Killing di Joshua Oppenheimer
  - Menzione speciale del Presidente della Giuria Internazionale: Propaganda di Slavko Martinov
- Best Life Award: Alias Ruby Blade di Alex Mellier
- Richard Leacock Award | Biografilm Festival alla migliore opera prima: For No Good Reason di Charlie Paul
- Audience Award | Biografilm Contemporary Lives: Searching For Sugar Man di Malik Bendjelloul
- Audience Award | Biografilm International Competition: Which way is the front line from here? di Sebastian Junger
- Audience Award | Biografilm Italia: Italiani Veri di Marco Raffaini, Marco Mello e Giuni Ligabue
- Guerrilla Staff Award: Pussy Riot - a punk prayer di Mike Lerner e Maxim Pozdorovkin
- Miglior Ospite: Slavko Martinov

### Edizione 2014
- Best film Unipol Award: Ai Weiwei: the Fake Case di Andreas Johnsen
- Life Tales Award: Dangerous Acts - Starring the Unstable Elements of Belarus di Madeleine Sackl
- Richard Leacock Award: Jalanan di Daniel Ziv
  - Menzione speciale della giuria internazionale: The Punk Singer di Sini Anderson
- Biografilm Italia Award - in collaborazione con Tassoni: Lei disse sì di Maria Pecchioli
- Biografilm Italia menzione speciale della giuria: Piccoli così di Angelo Marotta
- Premio Speciale Unipol Biografilm Collection - Biografilm Italia 2014: Piccoli così di Angelo Marotta
- Audience Award: Dangerous Acts - Starring the Unstable Elements of Belarus di Madeleine Sackl
- Audience Award - Biografilm Contemporary Lives: Everyday Rebellion di Arman T. Riahi, Arash T. Riahi
- Audience Award - Biografilm Italia: Lei disse sì di Maria Pecchioli
- Biografilm 10 Years Celebrating Lives Award, premio del decennale di Biografilm al film che ha ottenuto più “10” nella storia del Festival: Jimi: All Is by My Side di John Ridley
- Guerrilla Staff Award: Dangerous Acts - Starring the Unstable Elements of Belarus di Madeleine Sackl
- Miglior Ospite: Danny Bramson

### Edizione 2015
- Best film Unipol Award: La memoria dell'acqua (El botón de nácar) di Patricio Guzmán
- Life Tales Award (concorso internazionale): Il complotto di Chernobyl - The Russian Woodpecker di Chad Gracia
  - Menzione speciale (concorso internazionale): A Syrian Love Story di Sean McAllister
- Premio HERA "Nuovi Talenti": Il complotto di Chernobyl - The Russian Woodpecker di Chad Gracia
  - Menzione speciale: Samsara diary di Ramchandra Pace
- Biografilm Italia Award: Napolislam di Ernesto Pagano
  - Menzioni speciali: L'equilibrio del cucchiaino di Adriano Sforzi; Samsara diary di Ramchandra Pace
- Premio Speciale Unipol Biografilm Collection: Numero Zero di Enrico Bisi
- Audience Award:  La memoria dell'acqua (El botón de nácar) di Patricio Guzman
- Audience Award - Biografilm Contemporary Lives: India's Daughter di Leslee Udwin
- Biografilm Europa Audience Award: Dio esiste e vive a Bruxelles (Le tout nouveau testament) di Jaco Van Dormael
- Audience Award - Biografilm Italia: L'equilibrio del cucchiaino di Adriano Sforzi
- Audience Award - Biografilm Music: Numero Zero di Enrico Bisi
- Guerrilla Staff Award: Dio esiste e vive a Bruxelles (Le tout nouveau testament) di Jaco Van Dormael
- Miglior Ospite: Matteo Garrone
- Biografilm School Award (miglior film): The Visit di Michael Madsen
- Biografilm School Award (miglior contenuto): SmoKings di Michele Fornasero
- Celebration of Lives Award: Mario Carbone, Matteo Garrone, Michael Madsen e Frederick Wiseman.

### Edizione 2016
- Best film Unipol Award: A Family Affair di Tom Fassaert
- Life Tales Award (concorso internazionale): Presenting Princess Shaw di Ido Haar
- Premio HERA "Nuovi Talenti": Sonita di Rokhsareh Ghaem Maghami
  - Menzione speciale (concorso internazionale): Goodbye Darling, I’m off to Fight/Ciao Amore, vado a combattere di Simone Manetti
- Best Film Yoga Award: Goodbye Darling, I'm off to Fight/Ciao Amore, vado a combattere di Simone Manetti
- Life Tales Award (Italia): Ninna nanna prigioniera di Rossella Schillaci
- Audience Award: Il fiume ha sempre ragione di Silvio Soldini
- Audience Award - Biografilm Contemporary Lives: Snow Monkey di George Gittoes
- Audience Award - Biografilm Italia: See you in Texas di Vito Palmieri
- Audience Award - Biografilm Music: The Music of Strangers: Yo-Yo Ma and the Silk Road Ensemble
- Biografilm Europa Audience Award: The Student di Kirill Serebrennikov
- Guerrilla Staff Award: The Black Sheep di Antonio Martino
- Miglior Ospite: Luca Marinelli
- Biografilm School Award: Silk Road Ensemble
- Celebration of Lives Award: Gael García Bernal
- Biografilm Follower Award: Il fiume ha sempre ragione di Silvio Soldini

### Edizione 2017
- Best film Unipol Award: To stay alive: a method di Arno Hagers, Erik Lieshout e Reinier van Brummelen
- Life Tales Award (concorso internazionale): Qurban Ali Afzali, uno dei protagonisti di Nothingwood di Sonia Kronlund
  - Menzione speciale: Spettacolo di Jeff Malmberg, Chris Shellen
- Best Film Yoga Award: Oltremare di Loredana Bianconi
- Life Tales Award (Italia): Il principe di Ostia Bronx di Raffaele Passerini
  - Menzione speciale: Cinema grattacielo di Marco Bertozzi
- Premio UCCA - L'Italia che non si vede: The Hate Destroyer di Vincenzo Caruso
- Premio HERA "Nuovi Talenti": Stranger in paradise di Guido Hendrikx
  - Menzione speciale: Nothingwood di Sonia Kronlund
- CITEM Award: Glory di Kristina Grozeva e Petar Valchanov
- Audience Award: An inconvenient sequel: Truth to power di Bonni Cohen, Jon Shenk
- Audience Award: Spettacolo di Jeff Malmberg, Chris Shellen
- Audience Award - Biografilm Contemporary Lives: Stranger in paradise di Guido Hendrikx
- Audience Award - Biografilm Europa: Cherchez la femme di Sou Abbadi
- Audience Award - Biografilm Italia: Il principe di Ostia Bronx di Raffaele Passerini
- Audience Award - Biografilm Music: Rumble: the indians who rocked the world di Catherine Bainbridge, co-regista: Alfonso Maiorana
- Audience Award - Biografilm Art: Fame di Giacomo Abbruzzese, Angelo Milano
- Guerrilla Staff Award: Manifesto di Julian Rosefeldt
- Miglior ospite: Francis Ford Coppola
- Biografilm School Award: Piera Degli Esposti, Angus MacQueen
- Biografilm Follower Award: Il principe di Ostia Bronx di Raffaele Passerini

### Edizione 2018
- Premio della giuria per il miglior film - Biografilm Italia: Storie del dormiveglia, di Luca Magi
- Premio del pubblico: Manga Do, Igort e la via del manga, di Domenico Distilo

### Edizione 2022
- Il Best Film Award | Concorso Internazionale a After a Revolution di Giovanni Buccomino
- Il Premio Hera “Nuovi Talenti” alla migliore opera prima del Concorso Internazionale a Divas di Máté Kőrösi che vince anche lo Young Critics Award
- Il Best Film BPER Award | Biografilm Italia a Non sono mai tornata indietro di Silvana Costa
- Il Premio Hera Nuovi Talenti | Biografilm Italia a The Way Daddy Rides di Tiziano Locci
- Menzione speciale a Ultraviolette et le gang des cracheuses de sang di Robin Hunzinger
- Il Premio della Critica Italiana SNCCI | Biografilm Europa Oltre i Confini a Beautiful Beings di Guðmundur Arnar Guðmundsson
- Il Premio Ucca – l’Italia che non si vede a Rosso di Sera di Emanuele Mengotti
- Audience Award - Biografilm Italia a Rosso di Sera di Emanuele Mengotti